# 2018年平昌オリンピックのフランス選手団
2018年平昌オリンピックのフランス選手団（2018ねんピョンチャンオリンピックのフランスせんしゅだん）は、2018年2月9日から23日まで大韓民国江原道平昌で開催された2018年平昌オリンピックのフランス選手団、およびその競技結果。
2017年9月21日、フランスのスポーツ大臣ローラ・フレセルはラジオ局のインタビューにて最近の北朝鮮の核ミサイルの脅威に絡み、朝鮮半島の状況が悪化して選手団の安全性が確保できない場合は参加を見送る可能性を示唆した。

## メダル
| メダル | 選手名                                                                                      | 競技                   | 種目                    |
| ------ | ------------------------------------------------------------------------------------------- | ---------------------- | ----------------------- |
| 金     | ペリーヌ・ラフォン                                                                          | フリースタイルスキー   | 女子モーグル            |
| 金     | マルタン・フールカデ                                                                        | バイアスロン           | 男子12.5kmパシュート    |
| 金     | ピエール・ボルティエ                                                                        | スノーボード           | 男子スノーボードクロス  |
| 金     | マルタン・フールカデ                                                                        | バイアスロン           | 男子15kmマススタート    |
| 金     | マリー・ドラン＝アベール アナイス・ベスコン シモン・デチュー マルタン・フールカデ           | バイアスロン           | 混合2×6km/2×7.5kmリレー |
| 銀     | アレクシス・パンテュロー                                                                    | アルペンスキー         | 男子アルペン複合        |
| 銀     | ジュリア・ペレラ・ド・スーザ・マビロー                                                      | スノーボード           | 女子スノーボードクロス  |
| 銀     | ガブリエラ・パパダキス ギヨーム・シゼロン                                                   | フィギュアスケート     | アイスダンス            |
| 銀     | マリー・マルティノ                                                                          | フリースタイルスキー   | 女子ハーフパイプ        |
| 銅     | アナイス・ベスコン                                                                          | バイアスロン           | 女子10kmパシュート      |
| 銅     | ビクトル・ムファ＝ジャンデ                                                                  | アルペンスキー         | 男子アルペン複合        |
| 銅     | アレクシス・パンテュロー                                                                    | アルペンスキー         | 男子大回転              |
| 銅     | ジャン＝マルク・ガイヤール モリス・マニフィカ クレマン・パリス アドリアン・バックシャイダー | クロスカントリースキー | 男子4×10kmリレー        |
| 銅     | モリス・マニフィカ リシャール・ジューブ                                                     | クロスカントリースキー | 男子団体スプリント      |
| 銅     | アナイス・シュバリエ マリー・ドラン＝アベール ジュスティーヌ・ブレザーズ アナイス・ベスコン | バイアスロン           | 女子4×6kmリレー         |

## スケート

### フィギュアスケート
- 男子シングル - 1名
- 男子シングル - 1名
- ペア - 2組
- アイスダンス - 2組